# Masacre de Altagracia
La masacre de Altagracia fue un hecho ocurrido el día 10 de noviembre de 2014 en el sector Altagracia de Orituco, en el Estado Guárico en frontera con el Estado Aragua en Venezuela, donde perdieron la vida 11 personas cuando fueron emboscados por un grupo rival mientras extorsionaban en una finca llamada "San Juan de Dios" en el mencionado sector.

## Antecedentes
A partir del año 2014 en Venezuela la crisis social se intensificó, las bandas comenzaron a reforzarse de armas y a reclutar más hombres en sus filas. En su caso la banda "El Picure" estaba comprendida por más de 40 hombres que portaban fusiles, pistolas, granadas, etc. Esta banda había asesinado a más de 40 personas en poco más de 1 año entre los cuales destacan: policías, Guardias Nacionales, funcionarios del CICPC, productores agropecuarios, otros delincuentes, así como inocentes que se encontraban en la línea de fuego.

## Sucesos
El día 10 de noviembre en la finca "San Juan de Dios", su dueño y los empleados fueron sorprendidos por un grupo armado de 11 sujetos, pertenecientes a la banda de "El Juvenal", la cual operaba en el Estado Aragua, quiénes llegaron en vehículos y motos con armas largas y cortas, sometiendo a los que se encontraban en el interior de dicha finca, siendo obligados a pagar una vacuna a la banda delictiva y a prepararle desayunos y almuerzos al mismo tiempo que estos ingerían licor, jugaban billar, etc. El dueño de la finca resultó ser familiar de El Picure, conocido jefe delictivo en el país, y al aprovechar un descuido por parte de los sujetos armados se contactó vía telefónica con su sobrino para informarle de la situación. Luego a la finca se presentó un comando armado de más de 40 hombres a bordo de 8 camionetas quienes descendieron de ellas con armas largas y cortas, procediendo a someter a los sujetos y acribillarlos.
Al sitio se presentaron funcionarios del CICPC, la GNB y otros cuerpos policiales para recabar evidencias y fueron recibidos con disparos, lográndose enfrentar con los sujetos perpetradores del hecho quienes lograron huir del lugar.

## Reacción policial
Luego de llegar a la escena del crimen más de 100 funcionarios de diversos cuerpos de seguridad realizaron varios allanamientos por la comunidad de El Sombrero, sin hallar el paradero de los sospechosos. El Ministerio Público comisionó al fiscal 8º de Guárico, Yomar Mota, para que investigase el hecho donde fallecieron 11 personas. El gobernador de Guárico, Ramón Rodríguez Chacín, manifestó  a través de Twitter;
«todo indica que en efecto la matanza fue producto de un enfrentamiento entre bandas, pronto habrá resultados y acciones contundentes».[cita requerida]

## Víctimas
Los abatidos respondían por los siguientes nombres:
- Alfredo José Herrera Paraco (43)
- Argenis Sánchez (29)
- Plácido Jacinto Carrillo Sánchez (21)
- Francisco Hurtado (18)
- Carlos Alberto Gómez (19)
- Darbin Neomar Sánchez (22)
- José Gregorio Cárdenas (20)
- Wilsen Alexánder Figueredo Cepeda (22)
- Jordys Miguel Matute (20)
- Dixon Rafael Meza (25)

y un último sujeto no identificado.